# Túlio Régis
Túlio Régis Notarangeli Pereira (São Paulo, 31 de agosto de 1961 – São Paulo, 24 de agosto de 2021) foi um cantor e compositor cristão brasileiro.
Foi um dos fundadores do Oficina G3, tendo composto, entre outras, canções como "Naves Imperiais", "Valéria", "Rei de Salém", "Comunicação", "Viver por Fé" e "Pirou".
Tornou-se cristão em uma visita a uma clínica de recuperação de viciados em drogas em São Paulo. Posteriormente passou a frequentar a Igreja Cristo Salva (popularmente conhecida como "Igreja do Tio Cássio"), a mesma que Luciano Manga, Walter e Juninho Afram da banda Oficina G3 frequentavam. Segundo ele, foi orientado por uma voz que o acompanhou por semanas, dizendo: "atrás do Clube sírio…".
Em 1990, gravou o álbum Ao Vivo, o primeiro da banda Oficina G3. Em 1992, desligou-se da banda por motivos pessoais. Em 1993, participou da gravação do disco Novos Rumos, da banda Resgate e, em 2007, lançou o seu primeiro trabalho solo, intitulado Para Ti com participação de membros da Oficina G3, como Duca Tambasco e Juninho Afram e ex-membros, como Luciano Manga.
Túlio Regis morreu no dia 24 de agosto de 2021, em Uberlândia Mg uma semana antes de completar 60 anos. Ele lutava contra um câncer que havia sido diagnosticado em 2018.

## Discografia
- 2007: Para Ti
- 1993: Novos Rumos de Resgate
- 1990: Ao Vivo de Oficina G3